# Jouret el Termos
Jouret El Termos (arabe : جورة ترمس ) est un village libanais situé dans le caza du Kesrouan au Mont-Liban au Liban.

## Situation géographique
Le village est situé à une distance d'environ 40 km de la capitale Beyrouth. Le village est situé à une altitude de 1 010 m. Le village s'étend sur environ 122 hectares

## Démographie
La population compte environ 660 résidents (Estimation de 2004). La population électorale (qui comprend des non-résidents) s'élevait à 728 électeurs (lors des élections de 2005). La population est presque exclusivement chrétienne de rite Maronite.